# 楊大賓
楊大賓（16世紀—1642年），字君山，貴州貴陽府新貴縣人，明朝政治人物。

## 生平
楊大賓是萬曆二十五年舉人楊春芳之子，萬曆四十六年（1618年）中舉人，授霑益知州，後陞雲南趙州知州，教化人民如父子般，士民在定西嶺刻碑紀念；再陞湖州同知，代理德清知縣，當時正值旱災，士民流離失所，崇禎十五年（1642年）縣內漕折積欠二千有多，然而上級依舊追收，他悲傷的說：「向人民徵收賦稅，留給人民無幾，打算代償而我囊中空空如也。」因此自刎殉死，唯得家人救免，不久去世，當事者才下令暫緩徵收。他年少時曾在東山讀書，後人欽敬其節義，在東山石壁題字：「君山讀書處」。

## 引用
1. 1 2  咸豐《貴陽府志·卷七十四·明耆舊傳二》：楊大賓，字君山，新貴人，官湖州府同知，攝德清知縣，歲大旱租賦無徵，時軍事旁午、國帑空虛，方議加稅，上官不敢以聞且催之嚴迫，大賓自刎以為民請命，幸未殊家人救免，尋卒。大賓少讀書東山，後人欽其節義，題其石壁曰「君山讀書處」至今尚存。
2. ↑  咸豐《貴陽府志·卷十六·表十三 選舉》：舉人表第二十六之二……（萬曆）四十六年戊午……楊大賓 春芳子，官同知
3. ↑  乾隆《（雲南）趙州志·卷二》：楊大賓 貴州舉人，十三年任，介然簡潔、德化愚民如家人父子，尋陞湖州府，士民刻碑定西嶺，今有楊公泉。
4. ↑  同治《湖州府志·卷六十三·名宦錄》：楊大賓，號君山，貴州人，萬厯四十六年舉人，任湖州同知，署德清知縣，值明季災荒，士民流離，崇禎十五年漕折積欠二千有奇，且歲復不登，欲行敲朴不可，而上臺屢催解如故，大賓惻然曰：「將徵民而留於民者無幾，欲代償而吾又空囊。」奈何竟刎頸以殉，當事者始得具題緩徵焉，真可謂以死勤事者矣。 《浙江通志》，參德清侯志